# Najafīyeh
Najafīyeh (persiska: نَجَفيِّه, پيلان گُرگ, نجفیه) är en ort i Iran.   Den ligger i provinsen Hamadan, i den nordvästra delen av landet, 300 km väster om huvudstaden Teheran. Najafīyeh ligger 1 718 meter över havet och antalet invånare är 306.
Terrängen runt Najafīyeh är huvudsakligen kuperad, men den allra närmaste omgivningen är platt.Runt Najafīyeh är det ganska tätbefolkat, med 86 invånare per kvadratkilometer. Närmaste större samhälle är Tūyserkān, 5,6 km öster om Najafīyeh. Trakten runt Najafīyeh består i huvudsak av gräsmarker.